# Georg Faust
Georg Faust, poznat i kao Johannes (1466. ili o. 1480. - o. 1539.), njemački renesansni pustolov, alkemičar, astrolog, nekromant i čarobnjak. O njegovu životu zna se jako malo, a uskoro nakon smrti počele su kružiti neobične legende o njemu, koje su inspirirale djela dramatičara Christophera Marlowea (1593.) i književnika Johanna Wolfganga von Goethea (1808.).

## Životopis
O Faustovu životu, izvan konteksta legendarne predaje, zna se sa sigurnošću veoma malo. Ne zna se točno ni kako se zvao. Najčešće se spominje pod imenom Georg (Georgius), da bi u kasnijim legendama njegovo ime bilo promijenjeno u Johannes. Pod imenom John, engleskoj varijanti imena Johannes, pojavljuje se u Marloweovoj drami iz 1593. godine. Još 1562., navodnu je biografiju Johannesa Faustusa napisao i objavio Philipp Melanchthon. U toj se biografiji nalaze neki kasnije poznati faustovski elementi, poput demona Mefistofelesa koji se pojavljuje u obliku crnog psa. U arhivima heidelberškog sveučilišta pronađen je zapis o izvjesnom Georgiusu Faustusu Helmstetensisu, koji je tamo studirao od 1483. do 1487. godine.
Nije poznato ni njegovo mjesto rođenja, a kao najizglednije opcije navode se Knittlingen, Helmstadt kraj Heidelberga i Roda. Prema pojedinim istraživačima, poput Franka Barona, Helmstadt je najvjerojatnije mjesto Faustova rođenja.
Najraniji povijesni zapis o Faustu bilo je pismo iz 1507. godine koje je napisao njemački opat, alkemičar i hermetički filozof Johann von Tritheim, a bilo je upućeno astrologu i hermetičaru Johannesu Virdungu von Hassfurtu. Tritheim u pismu upozorava na Georgiusa Sabellicusa, hvalisavca i šarlatana, koji sam sebe naziva Faustus junior, nadahnuće nekromanata, astrolog, drugi mag, hijeromant, ... Dalje piša kako je stigao u Kreuznach, gdje je na preporuku Franza von Sickingena postao učitelj, ali je doskora počeo zavoditi dječake i kada su njegova zlodjela razotkrivena, dao se u bijeg.
U pismu iz 3. listopada 1513. godine, neki Conrad Mutianus Rufus tvrdi kako je upoznao Fausta, pukog hvalisavca i budalu, čuvši ga kao brblja u jednoj krčmi. Dana 12. veljače 1520. godine, Faust je bio u Bambergu, gdje je izradio astrološku kartu za gradskog biskupa. Dana 17. lipnja 1528., jedan je pisar iz Ingolstadta zabilježio prisustvo doktora Jörga Faustusa von Heidelberga, koji je uskoro prognan iz grada. Četiri godine kasnije, pojavio se u Nürnbergu, gdje u gradskom arhivu stoji zapis: Siguran prolazak doktoru Faustu, velikom sodomiti i praktičaru crne magije... odbija se.
Posljednji zabilježeni spomen o povijesnom Faustu datira iz 25. lipnja 1535. godine, a odnosi se na njegov boravak u gradu Munsteru, tijekom sukoba između mesijanske sekte nizozemskih anabaptista koji su zauzeli grad i lokalnih moćnika koji su im se suprotstavili.